# Merlík všedobr

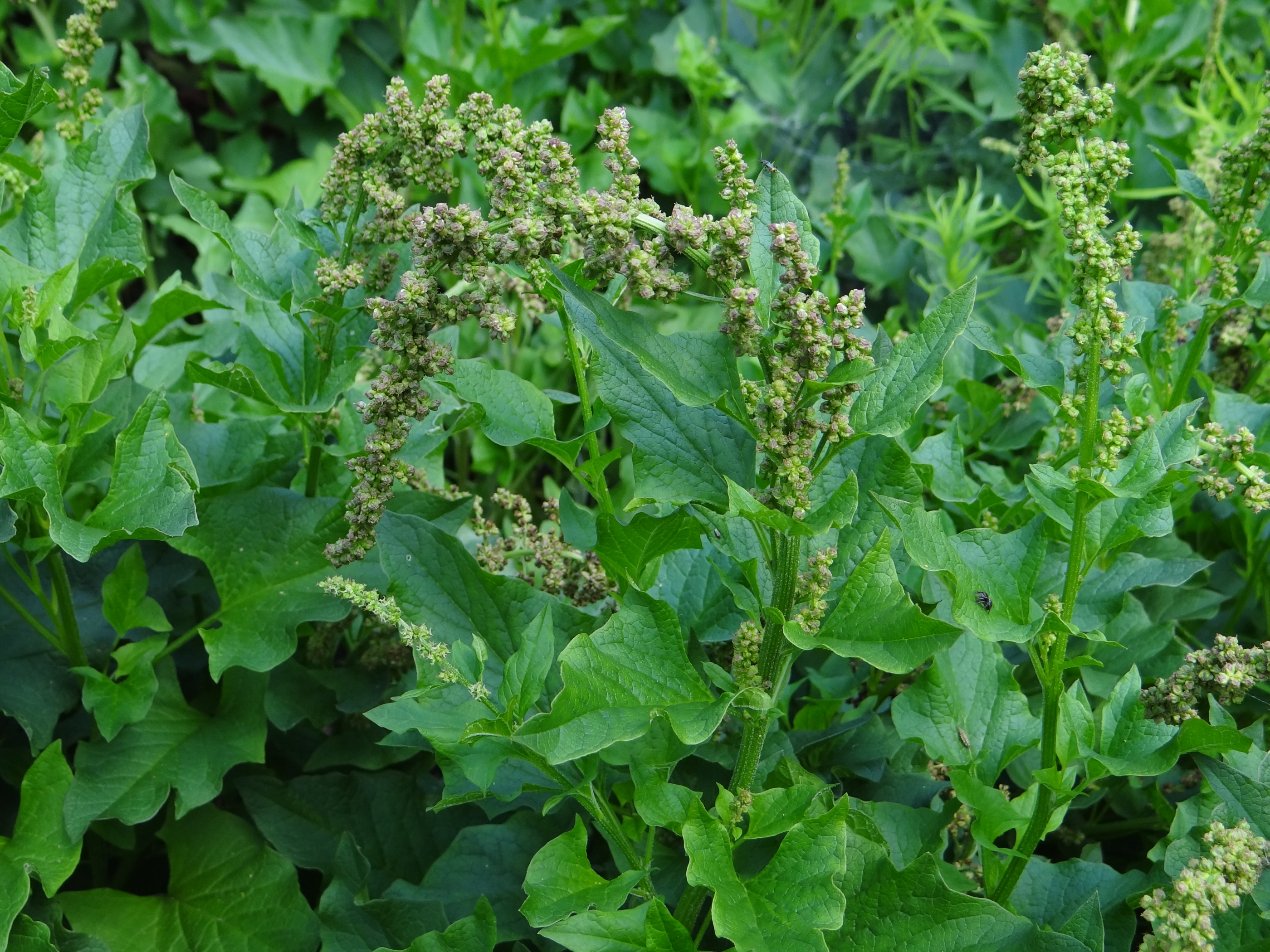
Hustý porost

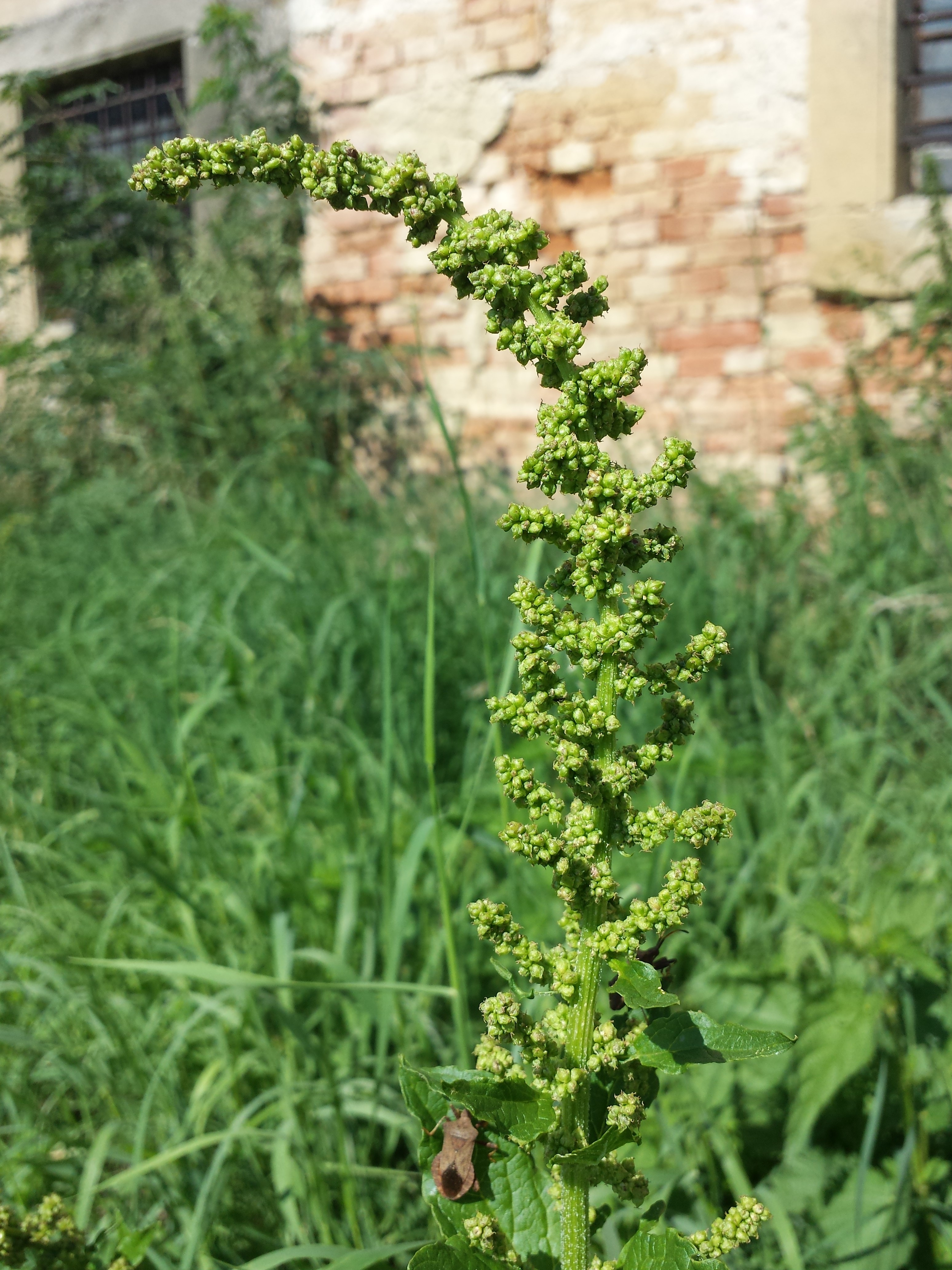
Květenství

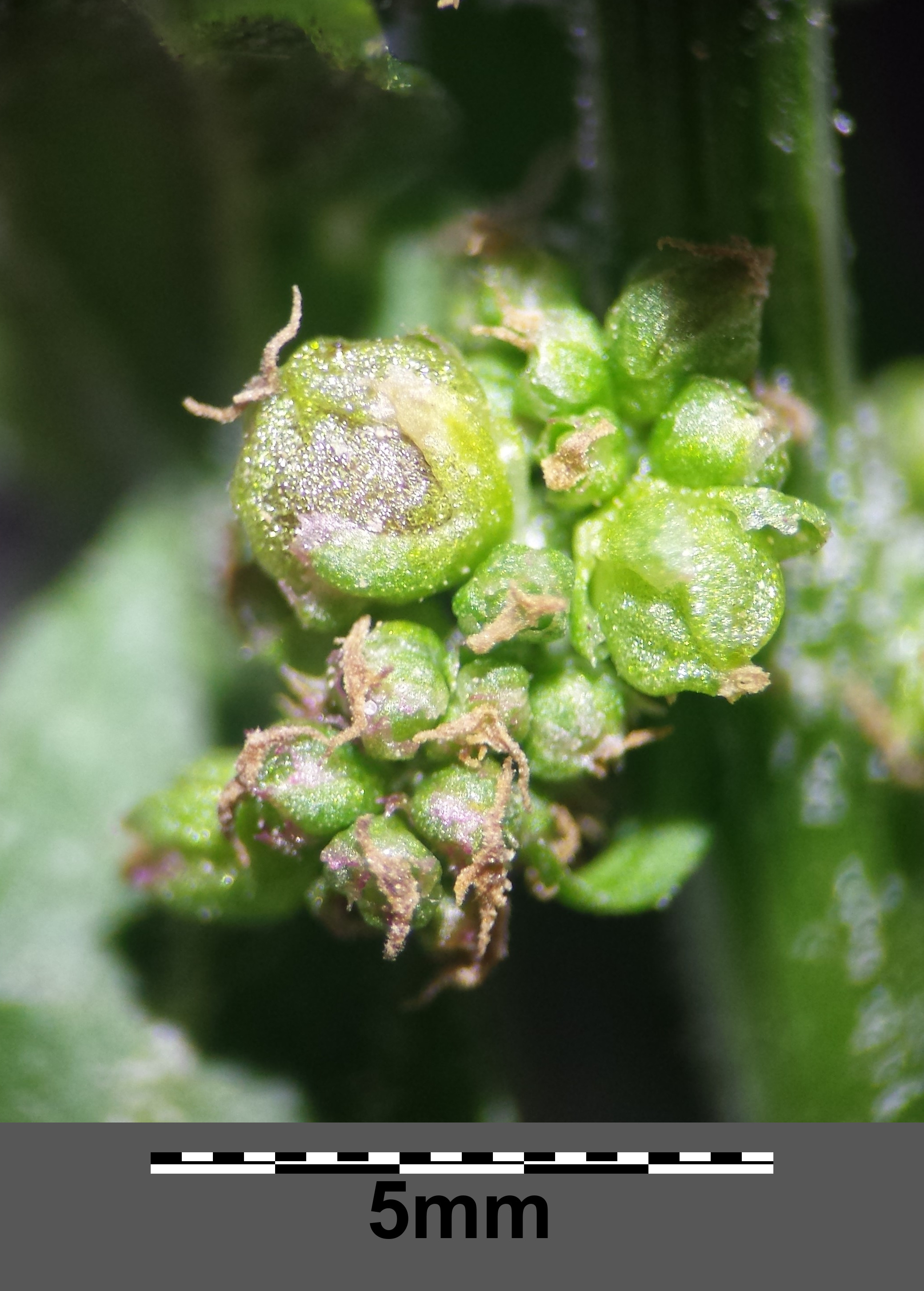
Květy

Merlík všedobr (Blitum bonus-henricus) je vytrvalá, chlupatá, žlutozelená bylina, jejíž lodyha obvykle vyrůstá do výšky 20 až 60 cm. Dříve byl záměrně pěstován a využíván jako listová zelenina i léčivá rostlina, v současnosti je považován za zplanělý pozůstatek druhu jen s malým významem.
Původní areál této rostliny lze stěží zjistit, pravděpodobně pochází z jihovýchodní Evropy. Odtud se rozšířil téměř po celém kontinentu včetně Skandinávie a evropské části Ruska (kde sahá až po Volhu a Dněpr), avšak s výjimkou Pyrenejského poloostrova. V České republice je považován za zdomácnělý archeofyt a vzhledem ke zmenšujícímu se počtu jeho pravidelných stanovišť je v Červeném seznamu cévnatých rostlin České republiky zařazen do kategorie Druhy vyžadující pozornost (C4a). S příchodem novověkých osídlenců Ameriky byl zavlečen i do východních území Kanady a Spojených států amerických.

## Ekologie
Obvykle se tato hluboce kořenící bylina vyskytuje v blízkosti obcí na rumištích, skládkách, smetištích nebo podél cest, příkopů a břehů vodních toků. Vyrůstá také jako plevel na půdách dobře zásobených živinami v prořídlých porostech jetelovin a víceletých pícnin. Je vytrvalý hemikryptofyt s fenologickým optimem od června do září. Rostlina upřednostňuje vlhkou půdu, která může být od kyselé po zásaditou, od písčité po jílovitou; nemůže však růst ve stínu.
V České republice se vyskytuje od kolinního po submontánní stupeň, nejvýše položená místa kde jej lze nalézt jsou Luční bouda v Krkonoších (1400 m n. m.) a Horská Kvilda na Šumavě (1400 m). Stupeň ploidie (x) = 4, počet chromozomů (2n) = 36.

## Systematika
Druh prošel několika pokusy o správné zatřídění. Poprvé jej popsal roku 1753 Carl Linné jako Chenopodium bonus-henricus a v roce 1832 jej Heinrich Gottlieb Ludwig Reichenbach chtěl přeřadit do rodu Blitum, což se pro nedostatek důkazů v široké veřejnosti botaniků neujalo. Teprve při nedávných moderních, molekulárně genetických studiích bylo shledáno, že je tento druh podstatně vzdálen od rodu Chenopodium a v roce 2012 byl navrácen do rodu Blitum pod vědeckým jménem Blitum bonus-henricus.
Tato fylogenetická analýza vyřešila složitou, více než dvěstěletou taxonomickou nejasnost kvůli rozdílné interpretaci jednotlivých morfologických znaků. Poskytla moderní klasifikaci a v jejím důsledku se vrátila dlouho nepoužívaná jména rodů Blitum, Lipandra, Oxybasis a vznikl nový rod Chenopodiastrum.

## Popis
Vytrvalá, žlutozelená, chlupatá bylina s tlustou lodyhou vysokou 20 až 60 cm, vyrůstající z dřevnatějícího, hluboko sahajícího kořene. Lodyha je vzpřímená nebo krátce vystoupavá, bez uzlin, jednoduchá nebo slabě rozvětvená a celá pokrytá měkkými a slabě lepkavými chloupky, které způsobují "pomoučený" vzhled rostliny. Je střídavě porostlá jednoduchými, celistvými listy s řapíky až 15 cm dlouhými, čepele mívá dlouhé 5 až 10 cm a široké 4 až 9 cm. V dolní části lodyhy bývají listy trojúhelníkovité až střelovité a v horní kosočtverečné až kopinaté. Listy jsou celokrajné, mělce vykrajované nebo chobotnatě zubaté a na vrcholu jsou zaoblené nebo mají tupou špičku.
Květenství, vyrůstající na hlavním stonku i vedlejších větvích, je ve své spodní části řídký a v horní hustý lichoklas či hustá lata lichoklasů. Je složený z vícekvětých klubíček o průměru do 5 mm. Květy nemají listeny, jsou z většiny oboupohlavné, řidčeji pouze samičí. Jejich vytrvalé okvětí je zelené, nejčastěji pětičetné, volné okvětní lístky jsou kopinaté až vejčité, na vrcholu rozšířené a někdy zubaté, na vnější straně mívají průsvitný lem. V květu je nejčastěji pět tyčinek s prašníky s pylem, vejčitý semeník a jedná krátká a tlustá čnělka se z okvětí vyniklou bliznou se dvěma či třemi rameny. Rozkvetlé květy nevoní a nemají nektar, jsou proto opylovány hlavně větrem.
Plody jsou vejčitě ledvinovité, čočkovitě zploštělé, tupě hranaté, hnědé nažky 1,5 až 2 mm velké, které jsou asi do jedné třetiny obalené lístky suchého okvětí. Nažky (semena) klíčí v chladu poměrně pomalu, ale spolehlivě. Lze je vysévat přímo na stanoviště, nebo mladé rostlinky předpěstovat v teple a teprve pak vysazovat. Rostliny se přirozeně do blízkého okolí šíří rozrůstáním oddenků a na větší vzdálenost semeny roznášenými větrem nebo vodou přívalových dešťů.

## Využití
Droga z usušeného kořene merlíku všedobru obsahuje saponiny, sliz, třísloviny, organické kyseliny, flavonoidy aj., z listů obsahuje hlavně vitamín C, železo, vápník, fosfor, draslík a další prvky. Listy obsahují hojně kyseliny šťavelové a nejsou proto vhodné pro lidi trpící revmatismem, dnou nebo onemocněním ledvin. Kořenů se dříve používalo v lidovém léčitelství pro laxativní účinky a listů na podporu tvorby mléka (u zvířat i lidí). Listy se ovinovaly okolo hnisavých ran a vředů. Častěji však výživné mladé listy sloužívaly syrové k přípravě salátu a špenátu, koncem jara jsou však již tuhé a musí se tepelně upravovat. Dříve se tato bylina hojně pěstovala v zahradách a její současný výskyt v blízkosti obcí je obvykle následek zplanění do volné přírody.
Listy jsou potravou pro housenky některých můr, např. v české přírodě pro blýskavku lebedovou, můru kapustovou, píďalička východní a píďalku mochnovou.